# 国道269号
国道269号（こくどう269ごう）は、鹿児島県指宿市から南大隅町や鹿屋市、曽於市、宮崎県都城市を経由して、宮崎市に至る一般国道である。

## 概要
薩摩半島側の指宿市を起点とし、同市山川港から大隅半島側の肝属郡南大隅町（旧肝属郡佐多町）伊座敷港の間の海上区間を経て、肝属郡南大隅町から宮崎県へ向けて北上する。
肝属郡南大隅町から鹿屋市高須町までは鹿児島湾（錦江湾）沿いを北上。鹿屋市高須町からは大隅半島の内陸部に入り鹿屋市街を横断する。鹿屋市寿からは北東（曽於市岩川・都城方面）へ向かい、都城市で国道10号と合流する。
都城市街から再び単独区間となり、峠（青井岳）越えを経て宮崎市街地で国道10号に合流し終点となる。青井岳越えの区間はかつてはいわゆる酷道の状態であった が、1984年（昭和59年）に拡幅が完了し現在では国道10号に代わる都城 - 宮崎間の主要路線しての役割を担っている。かつては宮崎市清武町加納から東進し宮崎市源藤町で国道220号（宮崎南バイパス）へ合流するルートであったが、交通量が多く渋滞が頻発していたことから、対応策として国道10号へ合流するバイパス道路（加納バイパス・天満バイパス）が2008年（平成20年）7月29日に完成した。
宮崎県内の一部区間は『青井岳渓谷ライン』の愛称があり、観光ルート『ひむか神話街道』の路線として指定されている。

### 路線データ

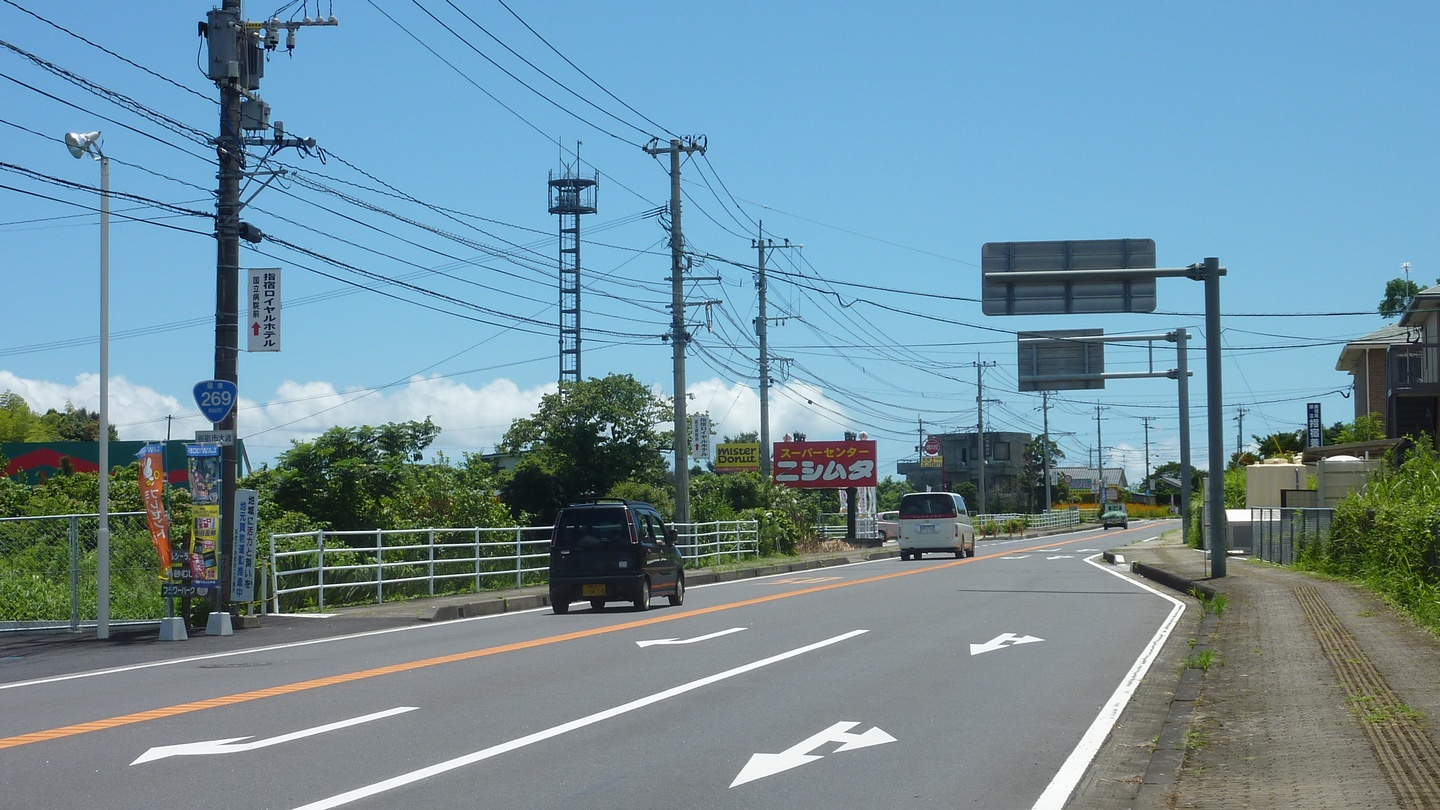
薩摩半島側の始点、指宿市

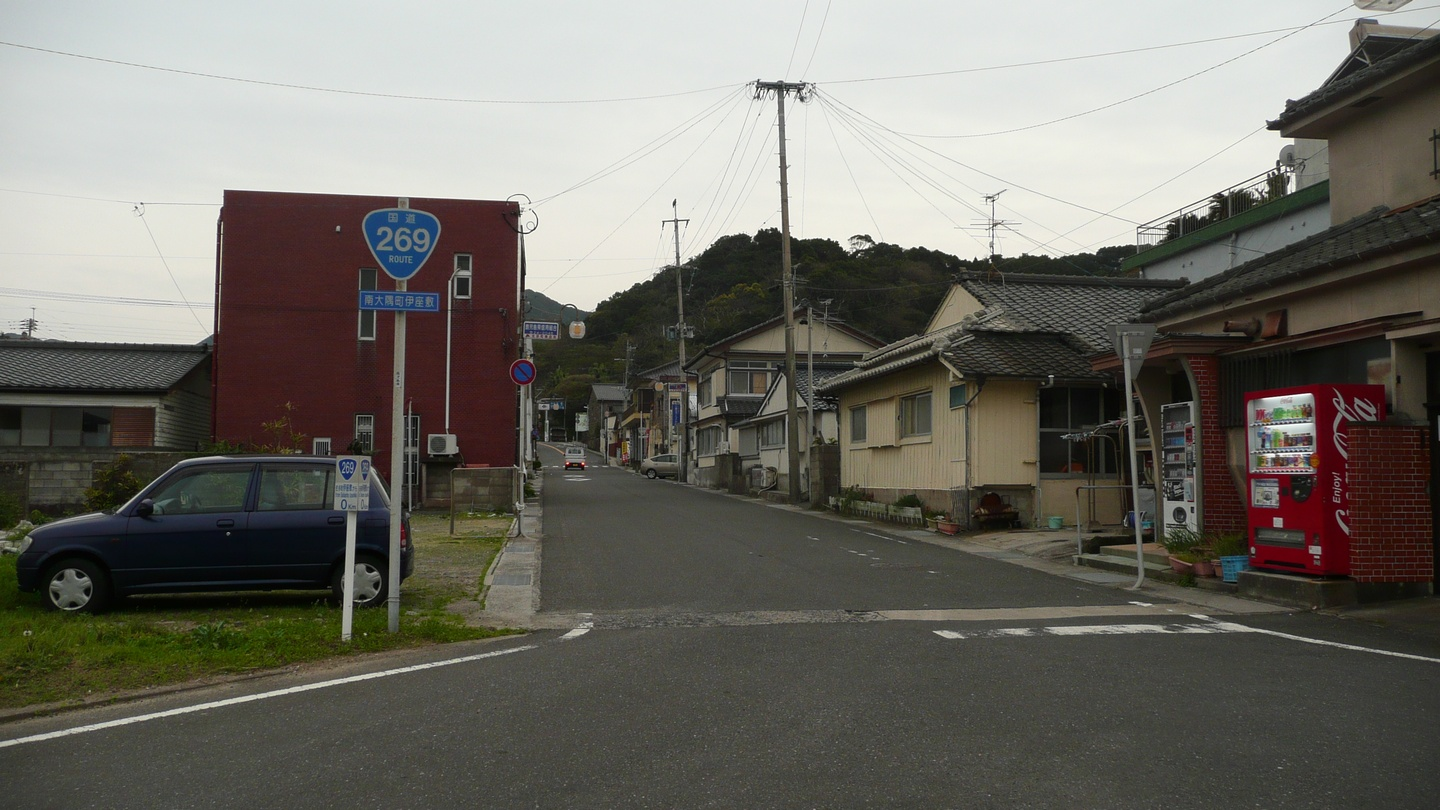
南大隅町佐多伊座敷
国道269号はここから宮崎市へ北上する路線となる

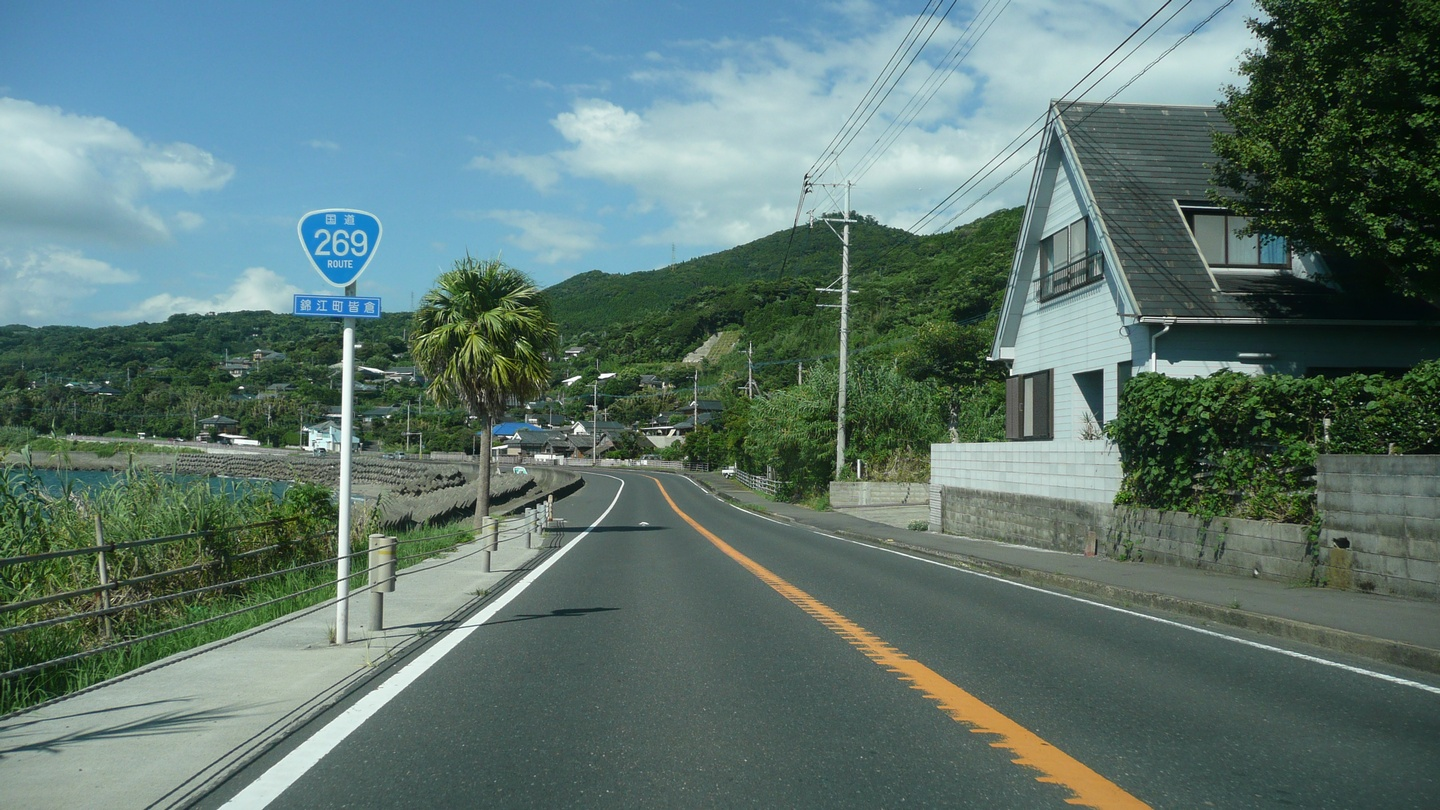
鹿児島湾沿岸を走る（錦江町皆倉）

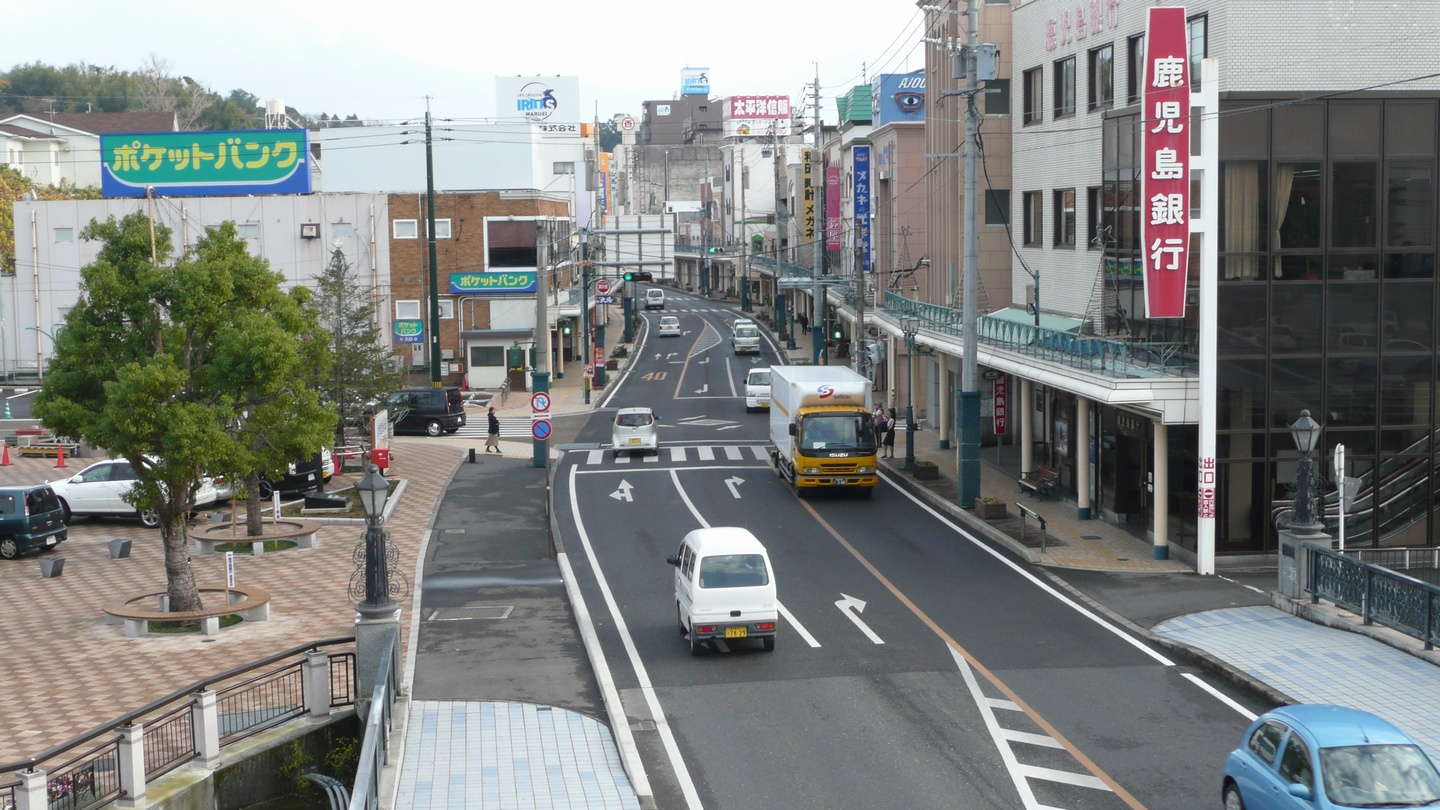
鹿屋市中心市街地（国道220号旧道）

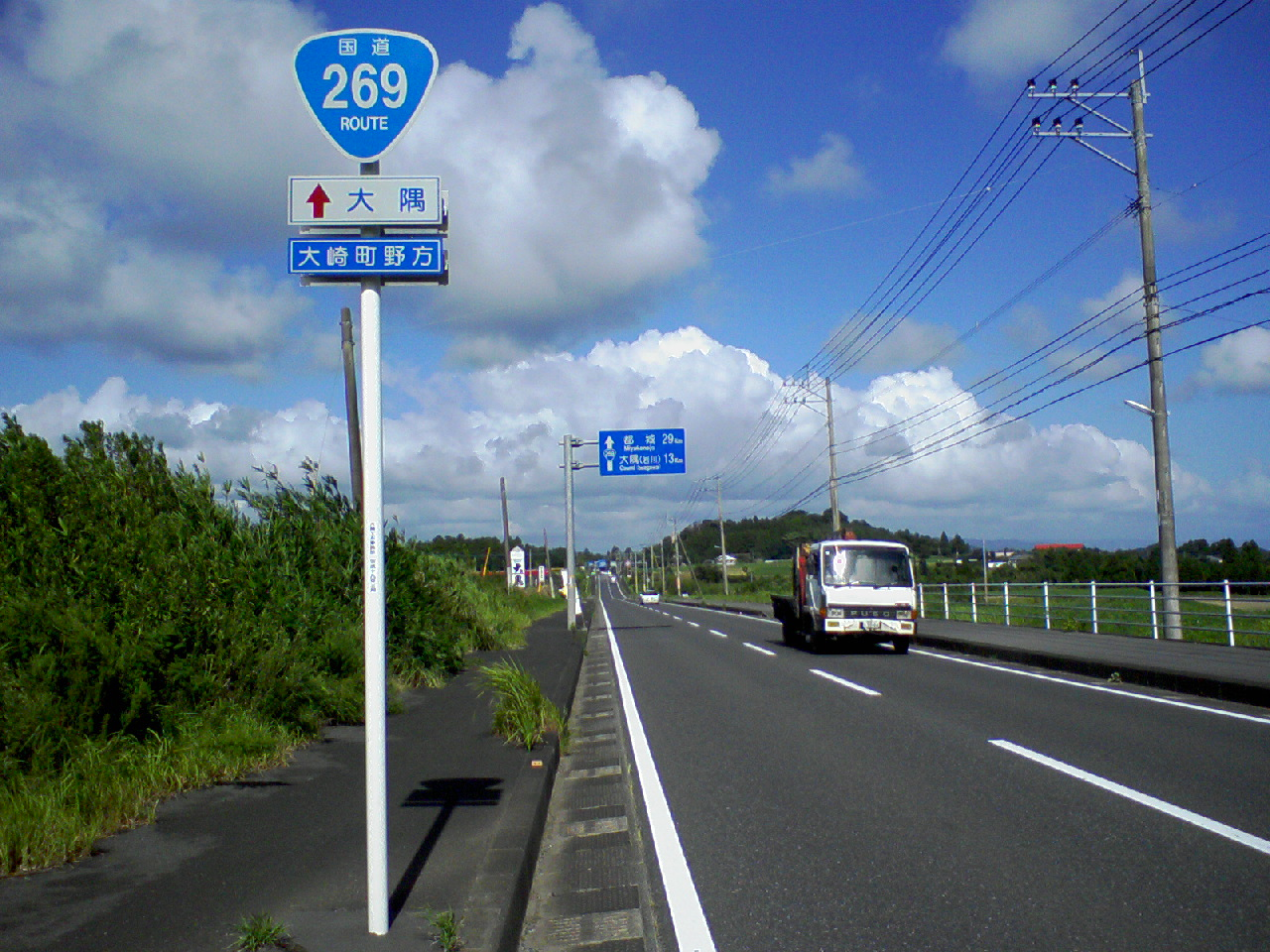
大崎町野方
平地ではこのような直線道路がみられる

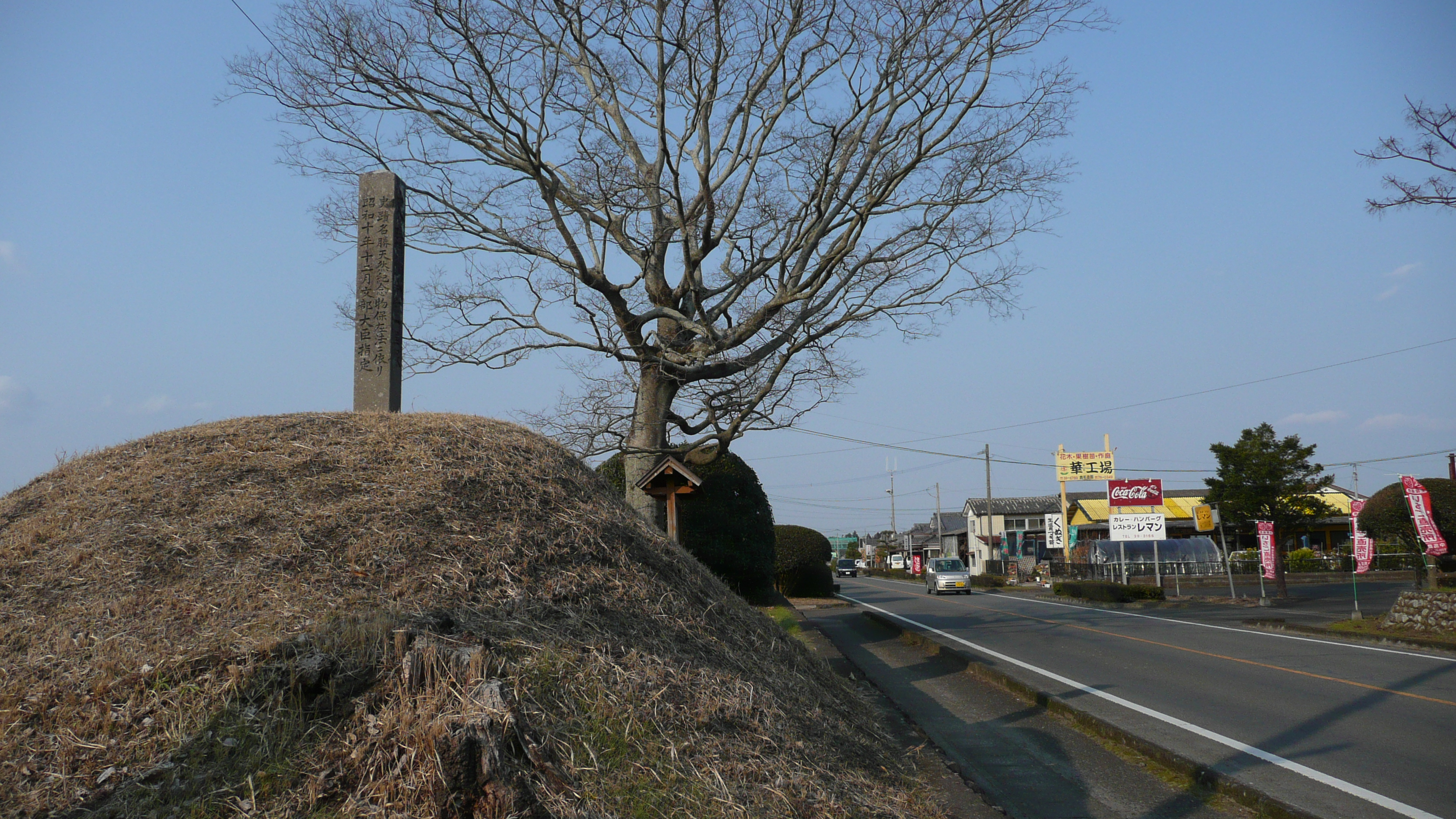
今町一里塚（都城市、国指定史跡）

一般国道の路線を指定する政令に基づく起終点および重要な経過地は次のとおり。
- 起点：指宿市（十二町交差点 = 国道226号上、国道448号起点、鹿児島県道240号指宿停車場線終点）
- 終点：宮崎市（橘通3丁目交差点 = 国道10号上、国道220号起点、国道448号、宮崎県道25号宮崎停車場線終点）
- 重要な経過地：鹿児島県揖宿郡山川町[注釈 3]、同県肝属郡佐多町[注釈 4]、同郡大根占町[注釈 5]、鹿屋市、都城市、宮崎県宮崎郡田野町[注釈 6]
- 総延長 : 168.4 km（宮崎県 56.8 km、鹿児島県 111.6 km）重用延長、未供用延長（海上区間）を含む。[4][注釈 7]
- 重用延長 : 5.3 km（宮崎県 3.4 km、鹿児島県 1.9 km）[4][注釈 7]
- 未供用延長 : 17.0 km（宮崎県 - km、鹿児島県 17.0 km）[4][注釈 7]
  - 未供用延長のうち海上区間 : 17.0 km（宮崎県 - km、鹿児島県 17.0 km）[4][注釈 7]
- 実延長 : 146.1 km（宮崎県 53.4 km、鹿児島県 92.7 km）[4][注釈 7]
  - 現道 : 143.9 km（宮崎県 52.5 km、鹿児島県 91.4 km）[4][注釈 7]
  - 旧道 : 1.0 km（宮崎県 1.0 km、鹿児島県 - km）[4][注釈 7]
  - 新道 : 1.2 km（宮崎県 - km、鹿児島県 1.2 km）[4][注釈 7]
- 指定区間：国道226号、国道10号と重複する区間（鹿児島県指宿市・十二町交差点（起点） - 国立病院前交差点、宮崎県都城市・大岩田交差点 - 都城市平江町、宮崎市大工1丁目 - 宮崎市・橘通り3丁目交差点（終点））[5]
- 海上区間：鹿児島県指宿市山川港 - 同県肝属郡南大隅町伊座敷港

## 歴史
都城 - 宮崎間は古くから『鹿児島街道』として知られ、一時期ではあるが国道38号（現在の国道10号）とされたこともあった。鹿屋 - 都城の街道としては『庄内街道』が前身となる。

### 年表
- 1885年（明治18年） - 内務省告示第6号「國道表」により都城 - 宮崎間が国道38号（現在の国道10号に相当）として指定。
- 1891年（明治26年）2月23日 - 国道38号のルートが変更され、都城 - 宮崎間が指定から外れる。
- 1902年（明治37年） - 山之口 - 田野間（青井岳越え）が県道として開通。
- 1921年（大正10年） - 鹿屋 - 岩川（現在の曽於市大隅町）間の8里（約31.4 km）が県道として開通。
- 1954年（昭和29年）
  - 4月1日 - 鹿児島県告示第246号の5により都城 - 鹿屋間が主要地方道都城鹿屋線（宮崎県側は同年11月5日）、鹿屋 - 佐多間が主要地方道鹿屋佐多線、薩摩半島側が主要地方道山川港線として認定される。
  - 11月5日 - 宮崎県告示第453号により宮崎 - 都城間が主要地方道宮崎田野都城線として認定される。
- 1963年（昭和38年）4月1日 - 二級国道269号指宿宮崎線（鹿児島県指宿市 - 宮崎県宮崎市）として指定。
- 1965年（昭和40年）4月1日 - 一般国道269号となる。県道としては鹿児島県側は同年12月1日に鹿児島県告示1,213号の3により、宮崎県側は同年7月16日に宮崎県告示第613号により廃止される。
- 1984年（昭和59年） - 青井岳越え区間（山之口町内）の改良が完了。
- 2006年（平成18年）
  - 3月27日 - 天満バイパスが全線開通。
  - 3月29日 - 西原バイパスが全線開通。
- 2007年（平成19年）12月17日 - 梅谷バイパスが全線開通。
- 2008年（平成20年）7月29日 - 加納バイパスが全線開通[6]
- 2016年（平成28年）3月28日 - 加納バイパス・天満バイパス開通後の旧道（宮崎市清武町加納 - 宮崎市源藤交差点間の約2.8キロメートル）が、国道269号から指定解除される。旧道は県道27号宮崎北郷線および宮崎市道となる[6][7]。

## 路線状況

### バイパス

#### 高須バイパス
高須バイパスは、鹿屋市高須の交通渋滞を緩和するために建設されたバイパス道路。当区間の幅員は7 - 8 m程度で、特に集落内は5.2 mと狭く渋滞や交通事故が多発していた。1983年6月27日に着工し1988年7月に開通した。総延長は1,960 m、幅員は11 m、総工費は10億500万円。

##### 交差する道路
- 鹿児島県道68号鹿屋吾平佐多線
- 鹿児島県道545号永吉高須線

#### 西原バイパス

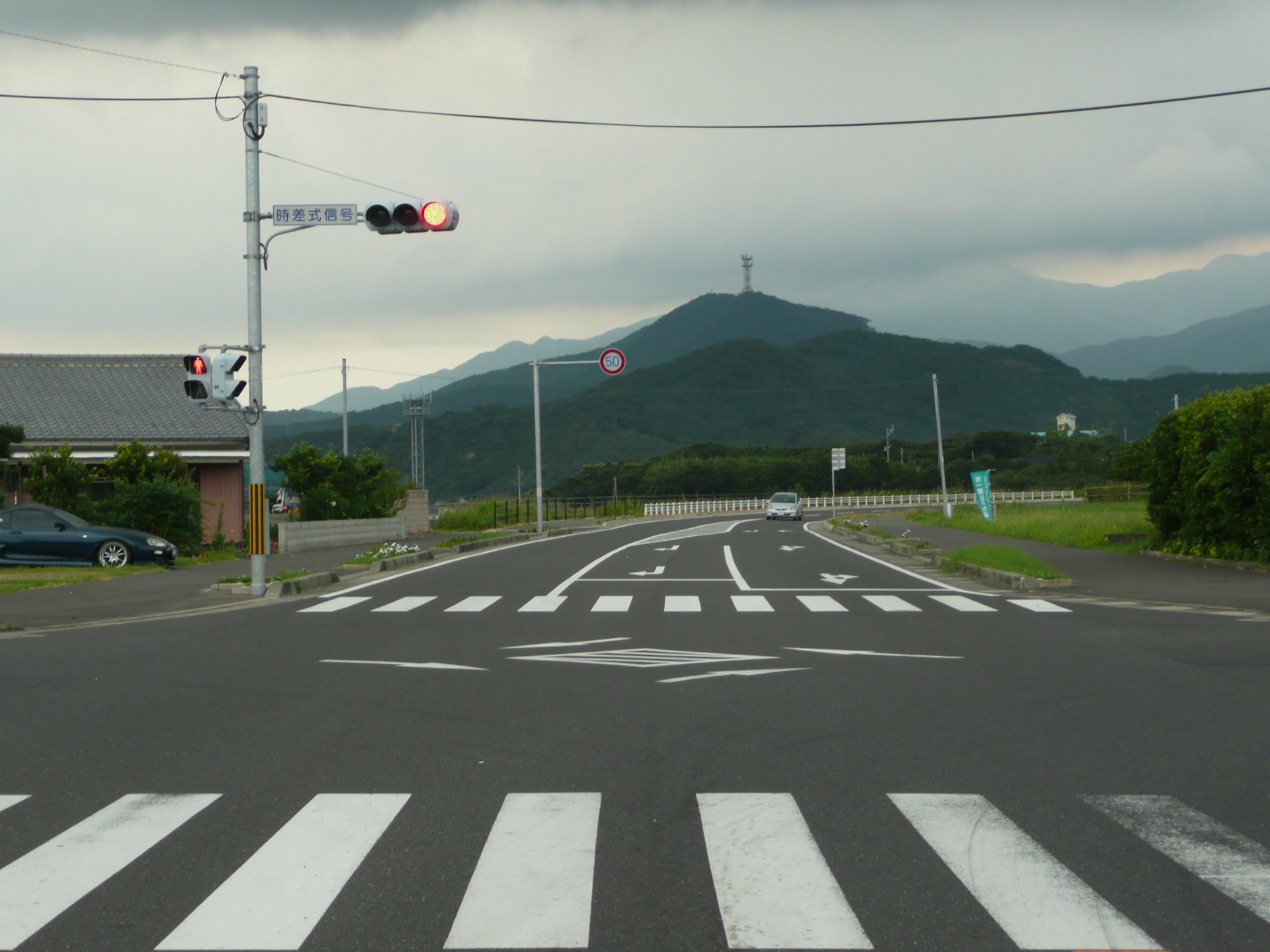
西原バイパス起点（鹿屋市今坂町）

西原バイパスは、鹿児島県鹿屋市今坂町内を縦断するバイパス道路。全長1.34 km、幅員16 mの2車線道路として2006年3月29日に全線開通した。
国道220号鹿屋バイパスから鹿児島県道550号鹿屋環状線・西原バイパスを経由して鹿屋市野里町や霧島ヶ丘公園へ向かう道路として利用されている。霧島ヶ丘公園はバラ園があり、2006年4月にリニューアルオープンしている。
開通当初は周辺道路や道中にも「国道269号」とわかる案内標識が設置されていなかったが、2006年11月13日までに鹿児島県道550号鹿屋環状線（終点側）の案内標識が取り替えられ、ようやく「国道269号」のバイパス道路であることが現地走行でもわかるようになった。道路地図の対応も、開通から時期がたつにつれ進んでいる。

##### 交差する道路
- 鹿児島県道550号鹿屋環状線

#### 梅谷バイパス

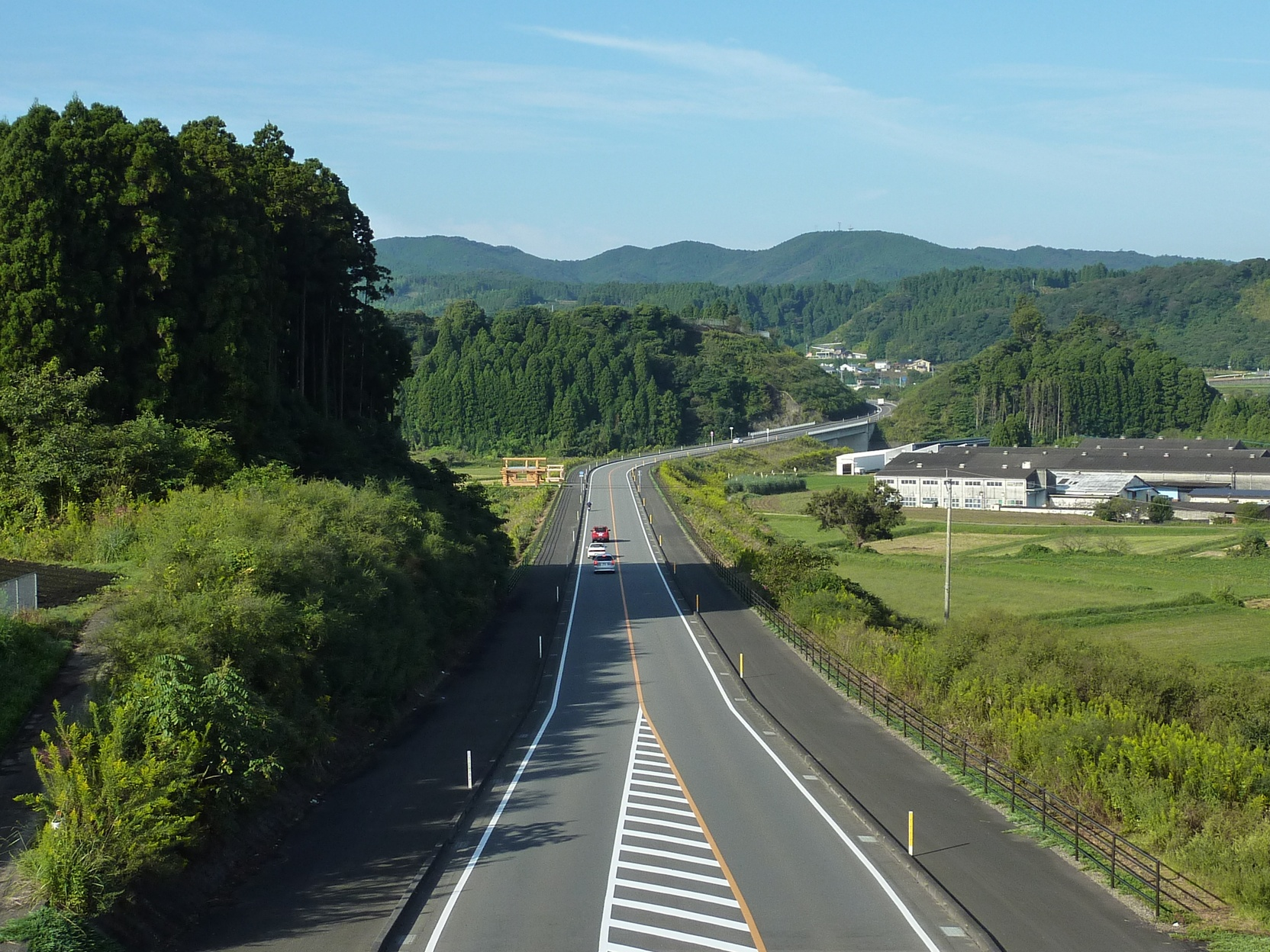
梅谷バイパス（都城方面）

梅谷バイパスは、宮崎市田野町中心部の交通渋滞を緩和するために建設されたバイパス道路。幅員は15 m。1988年度から整備を進め、1998年3月に一部区間が先行開通。2007年12月17日に全線開通した。総工費は約74億円。

##### 交差する道路
- 宮崎県道343号鰐塚山田野停車場線
- 宮崎県道28号日南高岡線

#### 加納バイパス

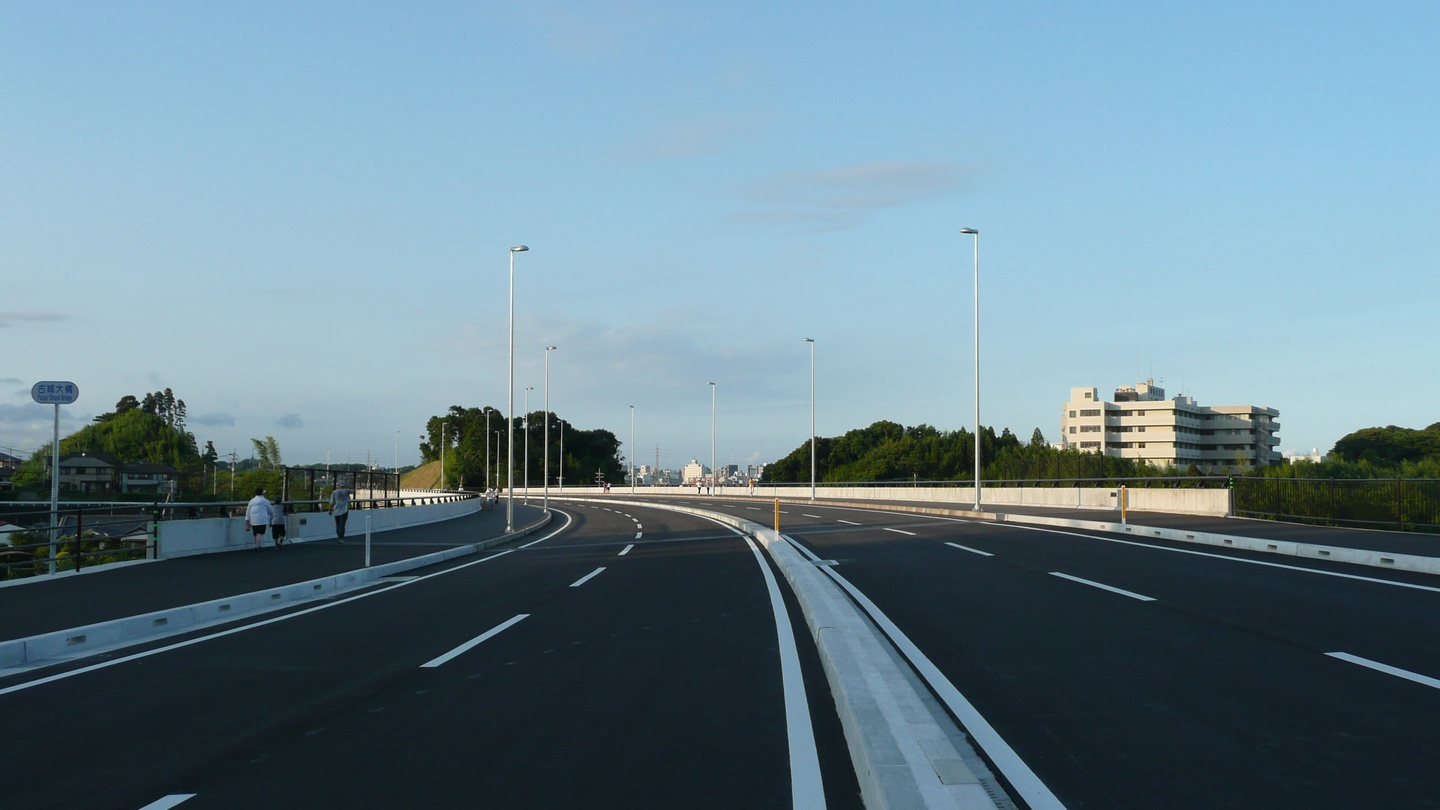
古城大橋（宮崎市）

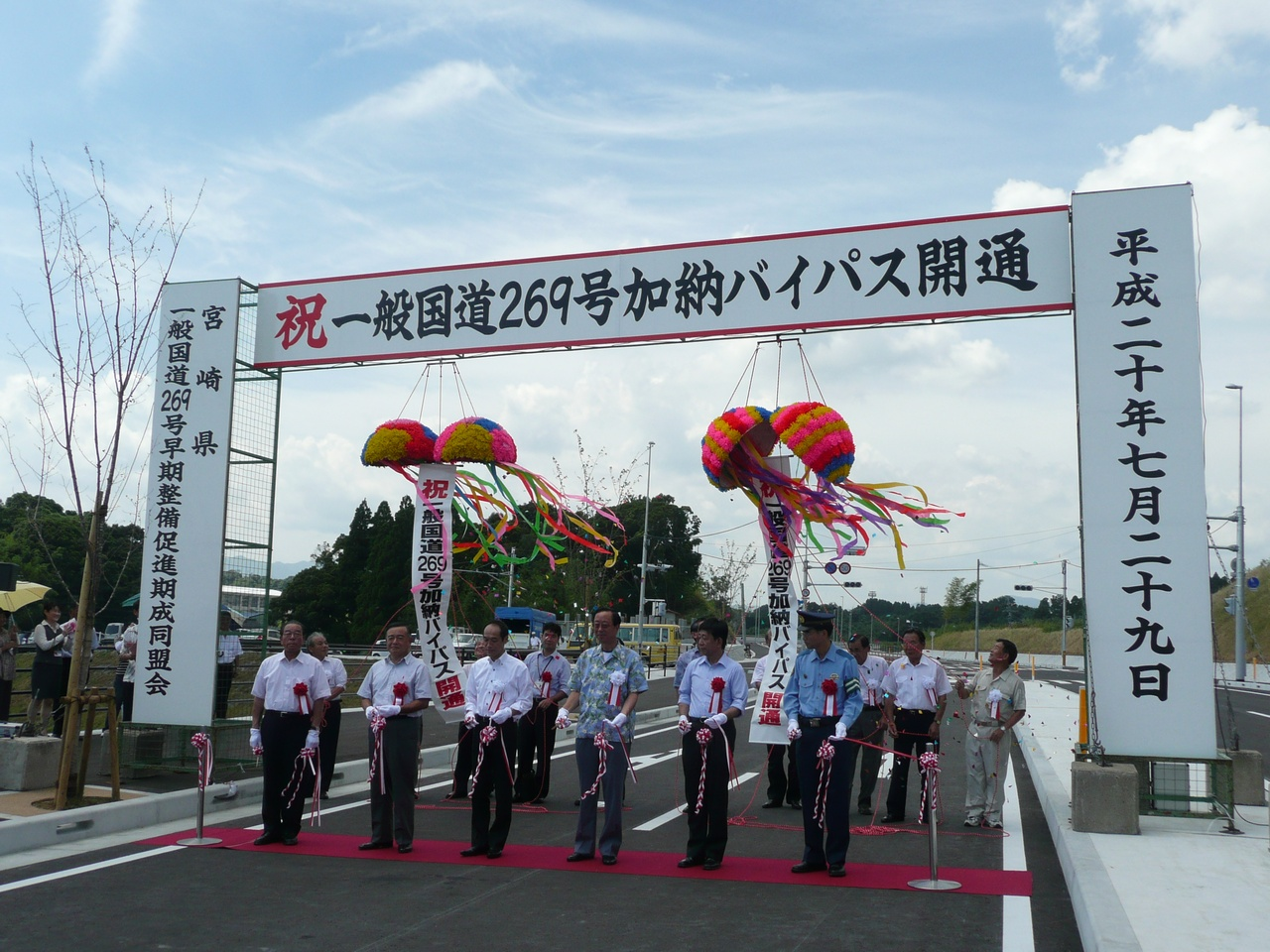
加納バイパス開通式のテープカット（2008年7月29日）

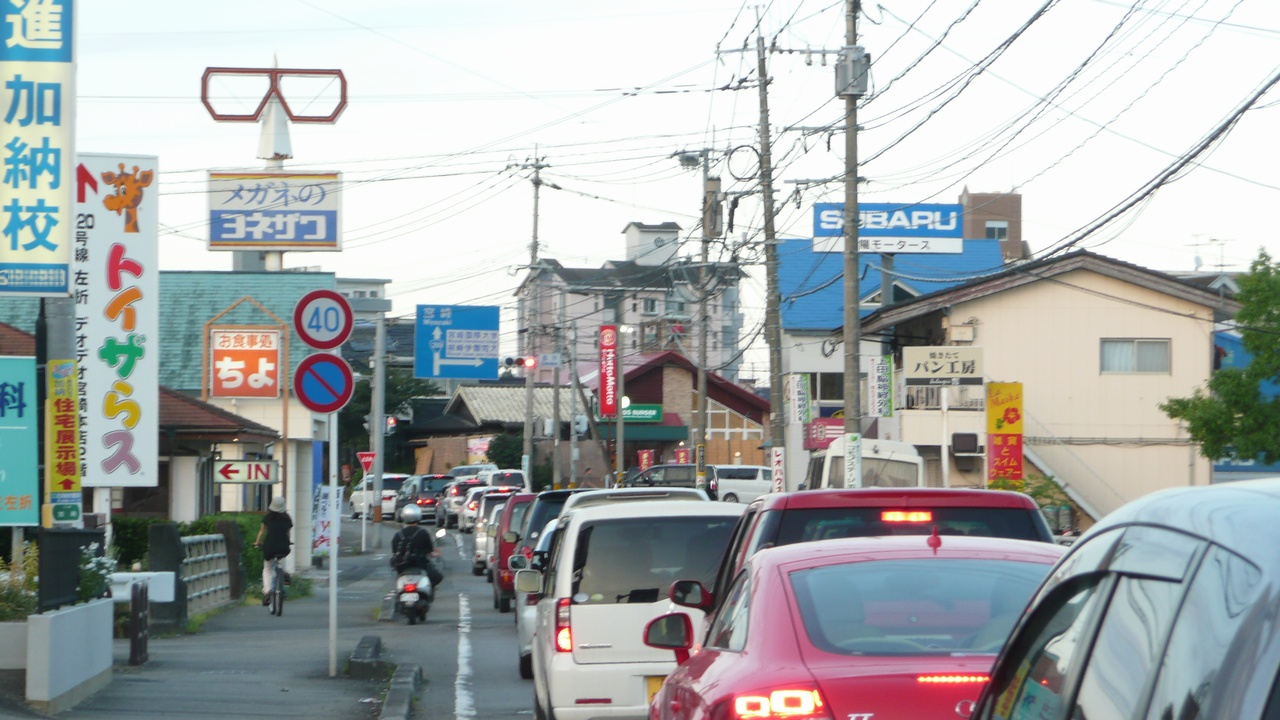
参考：加納バイパス開通前の旧国道269号（宮崎市清武町加納、2008年7月25日撮影）

加納バイパスは、宮崎市清武町加納から宮崎市大坪町の約3 kmを結ぶバイパス道路 であり、天満バイパスに接続する。1999年度から整備を進め、2008年7月29日に完成4車線で全通。当初は2008年3月に一部を暫定2車線のままで開通する予定であったが、2007年10月までに当該区間の用地買収が進み全線4車線としての完成が可能となったため、当初から全線4車線で供用されるように計画が変更された。道路特定財源制度の暫定税率が失効していた2008年4月には工事が止められていたものの、当初の予定通りに完成した。総工費は約66億円。
開通後の旧道は2016年3月28日に宮崎市道および宮崎県道27号宮崎北郷線となった。

##### 交差する道路
- 宮崎県道9号宮崎西環状線

#### 天満バイパス

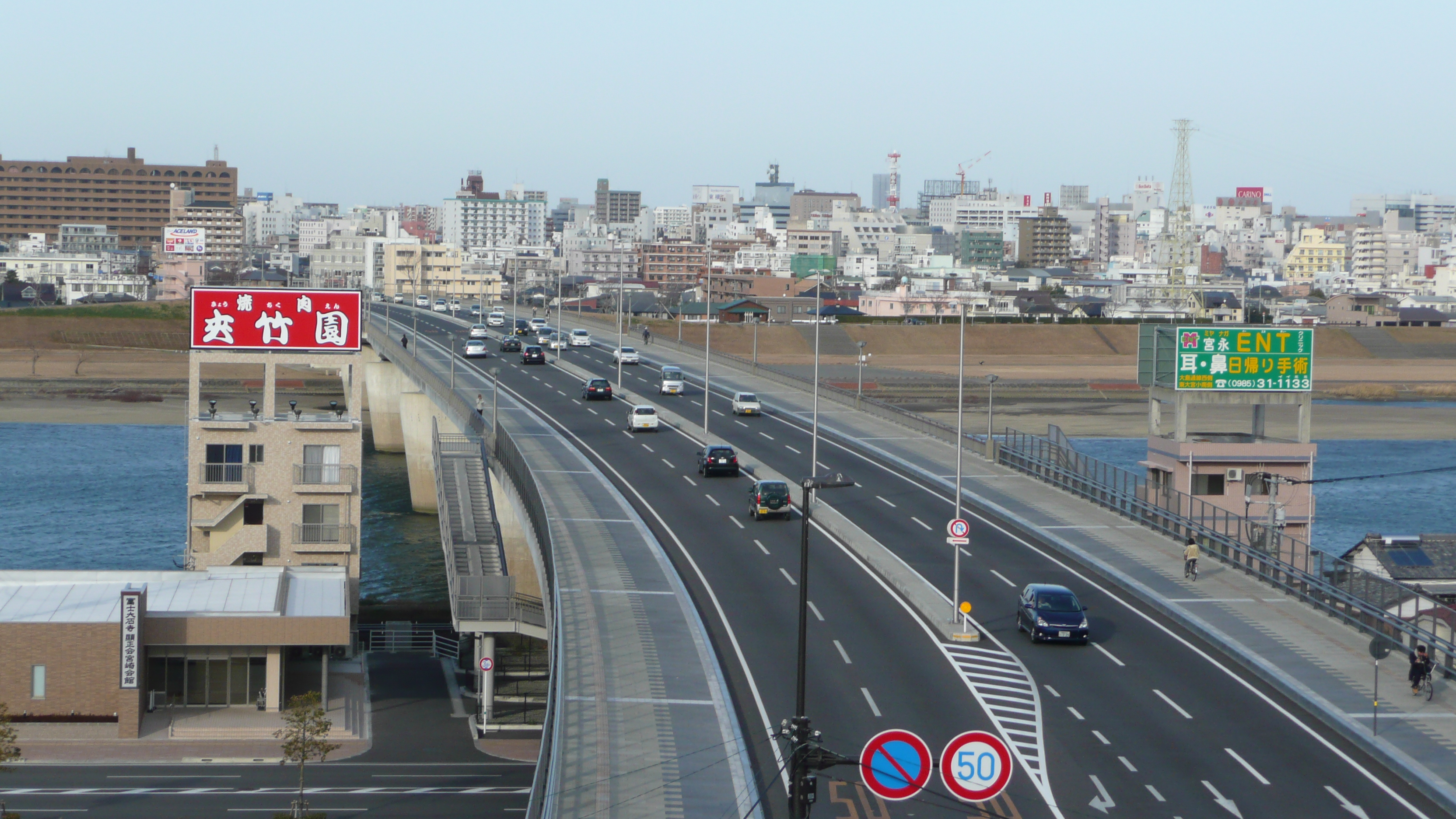
天満橋（宮崎市）

天満バイパスは、宮崎市大坪町から大淀川を渡り宮崎市大工町で国道10号に合流するバイパス道路。1995年度から整備を進め、2006年3月27日に全通した。総延長は2,100 m（天満橋部分は607 m）、幅員は25 m、総工費は約220億円。加納バイパスとは大坪町で接続する。開通後、周辺道路の混雑が大幅に解消された。
天満橋は大淀川の代表的な橋となることから周辺景観との調和を必要とした宮崎県は、2001年度に『天満橋周辺景観検討委員会』を設置した。方針として観光色の強い橘通り（国道220号、国道269号の重複区間でもあった）と対照的な「地元住民向けの生活道」としての景観、特に「緑豊かで人にやさしい橋」であることが掲げられ、具体的事項はパブリックコメントや宮崎大学の学生が製作した模型などを参考に決定した。最終的なデザインは南雲勝志が担当した。歩道には天然石を採用し、橋内には4か所のバルコニーが、左岸下流橋詰め広場には飫肥杉が使用されたシェルターが設けられた。
橋の名称は近隣の天神山にある宮崎天満宮に由来する。架橋計画は1930年から存在し、当初は天神山の東側に架かる予定であったが昭和40年代（1965年 - 1974年）に西側に変更され、この頃に「天満橋」の呼称がみられるようになった。

##### 交差する道路
- 宮崎県道9号宮崎西環状線
- 宮崎県道17号南俣宮崎線
- 宮崎県道26号宮崎須木線
- 国道10号

### 重複区間
- 国道226号（鹿児島県指宿市高之原・十二町交差点（起点） - 指宿市十二町・国立病院前交差点）
- 国道448号（鹿児島県指宿市高之原・十二町交差点（起点） - 肝属郡錦江町城元・栄町交差点）
- 国道10号（宮崎県都城市大岩田・大岩田交差点 - 都城市平江町）
- 国道10号（宮崎市大工1丁目 - 宮崎市橘通西3丁目・橘通3丁目交差点（終点））

### 海上区間
- 鹿児島県指宿市、山川港 - 肝属郡南大隅町、伊座敷港

鹿児島県指宿市（旧山川町）の山川港から南大隅町（旧佐多町）の伊座敷港の間は錦江湾（鹿児島湾）をまたぐ海上区間である。また、国道448号も重複し、この海上区間を経由する。2014年現在、山川港と伊座敷港を直接結ぶ海上航路は存在しない。1965年（昭和40年）から錦江湾フェリー株式会社がこの2港を結ぶフェリー路線を運航していたが、1980年（昭和55年）に同社は南海郵船に吸収合併され、同航路も廃止された。
近隣航路として、2005年（平成17年）12月から山川港と南大隅町（旧根占町）の根占港を結ぶ航路が鹿児島商船によって就航されるようになり、2019年現在は、なんきゅうドックのフェリーなんきゅうが1日4往復運航されている。

### 道路施設

#### 道の駅
- 鹿児島県
  - 山川港活お海道（やまがわみなと いおかいどう、指宿市）
  - 根占（肝属郡南大隅町）
  - 錦江にしきの里（肝属郡錦江町）
  - おおすみ弥五郎伝説の里（曽於市）
- 宮崎県
  - 山之口（都城市）

### 交通量
2005年度（平成17年度道路交通センサス より）
平日24時間交通量（台）
| 地点               | 台数   |
| ------------------ | ------ |
| 肝属郡錦江町城元   | 08,207 |
| 曽於市末吉町高見堂 | 12,823 |
| 宮崎市田野町唐仁田 | 09,598 |
| 宮崎市大字恒久源藤 | 25,035 |

## 地理

### 通過する自治体
- 鹿児島県
  - 指宿市 - 肝属郡南大隅町 - 肝属郡錦江町 - 鹿屋市 - 曽於郡大崎町 - 志布志市 - 曽於市
- 宮崎県
  - 都城市 - 北諸県郡三股町 - 都城市 - 宮崎市

### 交差する道路
鹿児島県
- 国道226号・国道448号・鹿児島県道240号指宿停車場線（指宿市高之原・十二町交差点）
- 国道226号・鹿児島県道238号下里湊宮ケ浜線（指宿市十二町・国立病院前交差点）

- 鹿児島県道68号鹿屋吾平佐多線（肝属郡南大隅町佐多伊座敷） - この県道68号は鹿屋市北田町・佐多岬方面へ向かう路線である。
- 鹿児島県道563号辺塚根占線（肝属郡南大隅町根占川南・南大隅町川南交差点） - 旧根占町から錦江町田代へ向かう路線。
- 鹿児島県道562号池田根占線（肝属郡南大隅町根占川北・南大隅町川北交差点） - 錦江町池田へ向かう路線。
- 鹿児島県道565号根占港線（肝属郡南大隅町根占川北・南大隅町川北交差点） - 錦江町池田へ向かう路線。
- 国道448号（肝属郡錦江町城元・栄町交差点）
- 鹿児島県道561号神之川内之浦線（肝属郡錦江町神川） - 神川大滝方面へ向かう路線。
- 鹿児島県道73号鹿屋高山串良線（鹿屋市浜田・浜田交差点）
- 鹿児島県道68号鹿屋吾平佐多線（鹿屋市高須町） - この県道68号は鹿屋市古江町で国道220号へ接続する路線である。
- 鹿児島県道545号永吉高須線（鹿屋市高須町） - 高須方面・県道73号方面へ向かう路線。
- 鹿児島県道550号鹿屋環状線（鹿屋市野里町） - 南側は大姶良町・吾平町方面へ、北側は野里町・上野町方面へ向かう。
- 西原バイパス（鹿屋市今坂町） - 県道550号を経由して国道220号へ接続する。
- 鹿児島県道550号鹿屋環状線（鹿屋市今坂町・慰霊塔前交差点）
- 鹿児島県道68号鹿屋吾平佐多線、国道504号（鹿屋市北田町・北田交差点） - この県道68号は南大隅町へ向かう路線である。
- 鹿児島県道68号鹿屋吾平佐多線（鹿屋市寿2丁目・寿2丁目交差点） - 国道220号鹿屋バイパス開通後の旧道。
- 鹿児島県道553号下高隈川東線（鹿屋市札元2丁目・札元1丁目） - かつての鹿屋市道水道線。笠野原台地を南北に貫く。
- 国道220号（鹿屋バイパス）（鹿屋市札元2丁目・札元269交差点）
- 鹿児島県道552号鹿屋串良インター線（大隅縦貫道）（鹿屋市東原町・東原IC）
- 鹿児島県道550号鹿屋環状線（鹿屋市東原町） - 南側は笠野原町、西側は西祓川町へ向かう。
- 鹿児島県道67号高隈串良線（鹿屋市串良町細山田・細山田交差点） - 笠野原台地の北西 - 南東方向を貫く路線。
- 鹿児島県道64号大崎輝北線（曽於郡大崎町野方） - 鹿屋市輝北町や大崎町中心部へ向かう路線。至近に東九州自動車道野方IC・道の駅野方あらさのが所在する。
- 鹿児島県道64号大崎輝北線（曽於郡大崎町野方・荒佐三差路交差点）
- 鹿児島県道72号垂水大崎線（曽於郡大崎町野方）
- 鹿児島県道523号志布志有明線（志布志市有明町野神・芝用交差点）
- 鹿児島県道513号宮ヶ原大崎線（志布志市有明町山重）
- 鹿児島県道495号志柄宮ヶ原福山線（曽於市大隅町月野）
- 鹿児島県道71号垂水南之郷線（曽於市大隅町岩川） - 鹿屋市輝北町や曽於市末吉町へ向かう路線。
- 鹿児島県道63号志布志福山線（曽於市大隅町岩川・岩川交差点） - 志布志市と霧島市を結ぶ路線。
- 鹿児島県道503号見帰二之方線（曽於市末吉町二之方4丁目）
- 鹿児島県道500号末吉財部線（曽於市末吉町新町1丁目）

宮崎県
- 都城志布志道路今町IC（宮崎県道12号都城東環状線）（都城市今町）
- 国道10号（都城市大岩田町・大岩田交差点）
- 国道222号（都城市上町・中町交差点）
- 国道10号（都城市平江町）
- 宮崎県道32号都城停車場線（都城市栄町・都城駅前交差点） - 名称通り都城駅と接続する路線。
- 鹿児島県道・宮崎県道108号財部庄内安久線（都城市神之山町・神之山交差点）
- 宮崎県道12号都城東環状線（北諸県郡三股町大字蓼池（たでいけ））
- 宮崎県道47号三股高城線（都城市山之口町花木・山之口町総合支所前交差点）
- 宮崎県道422号有水山之口停車場線（都城市山之口町花木・山之口駅前交差点）
- 宮崎県道47号三股高城線（都城市山之口町花木・向原交差点）
- 宮崎県道422号有水山之口停車場線（都城市山之口町山之口）
- 宮崎県道422号有水山之口停車場線（都城市山之口町山之口・山之口町麓交差点）
- 宮崎県道28号日南高岡線（宮崎市田野町甲・寺町交差点） - 日南市（南方面）・宮崎市高岡町（北方面）へ向かう路線。特に日南市方面は宮崎市からの最短ルートとして使用されている。
- 宮崎県道343号鰐塚山田野停車場線（宮崎市田野町甲・寺町東交差点）
- 宮崎県道378号清武南インター線（宮崎市清武町今泉甲・沓掛交差点） - E78 東九州自動車道 30-1 清武南ICに接続する。
- 宮崎県道338号大久保木崎線・宮崎県道371号清武インター線（宮崎市清武町今泉甲・大久保交差点）
- E10 東九州自動車道 30 清武インターチェンジ[注釈 1]、（清武町） - 大久保木崎線は清武市街地の南側、宮崎学園都市の北側を通過して宮崎市熊野で県道367号（国道220号旧道）に接続する。
- 宮崎県道13号高岡郡司分線・宮崎県道348号清武停車場線（宮崎市清武町正手2丁目・正手交差点） - 宮崎市高岡町（北方面）で国道10号に、清武町中心部から東進し宮崎市郡司分で県道367号（国道220号旧道）に接続する路線。
- 宮崎県道27号宮崎北郷線（宮崎市清武町加納甲・加納交差点）
- 宮崎県道17号南俣宮崎線（宮崎市谷川3丁目・天満橋南詰交差点）
- 宮崎県道26号宮崎須木線（宮崎市松橋2丁目・松橋交差点）
- 国道10号（宮崎市大工町）
- 国道10号・国道220号・国道448号（宮崎市橘通西3丁目・橘通3丁目交差点）